# Vasja Pirc
Vasja Pirc (né le 19 décembre 1907 à Idrija (Duché de Carniole, Autriche-Hongrie), mort le 2 juin 1980 à Ljubljana) est un joueur d'échecs yougoslave (slovène). Il a donné son nom à une ouverture hypermoderne d'échecs, la défense Pirc.
Pirc a joué pour la Yougoslavie, de 1931 à 1954, et a participé à six Olympiades d'échecs avec cette équipe.
Il a remporté le championnat d'échecs de Yougoslavie en 1935, 1936, 1937, 1948 (ex aequo avec Svetozar Gligorić) et 1953.
Son classement Elo est estimé à environ 2 680 (ce classement est apparu dans les années 1970, alors que Pirc avait déjà arrêté sa carrière).